# Li Ye (Mathematiker)
Li Ye (chinesisch 李冶, Pinyin Li Yě), auch: Li Chi oder Li Zhi (* 1192 in Daxing, Stadt Peking; † 1279 in der Provinz Hebei) war ein chinesischer Mathematiker in der Song- und Yuan-Dynastie.

## Leben
Über die Kindheit und Jugend Li Yes ist nichts bekannt. Allerdings muss er eine gute Erziehung und Ausbildung genossen haben. Sein Vater Li Yü diente als Gehilfe bei einem Offizier in Tahsing. 1230 bestand Li Ye die schwierige Prüfung in der Zivilverwaltung. Li Ye war zunächst als Registrator, später als Gouverneur von Chün-cou (Provinz Henan). Die Hauptstadt des Gebietes fiel 1232 in die Hände der Mongolen. Li Ye floh und lebte versteckt und in einfachen Verhältnissen wahrscheinlich zumeist in der Provinz Shanxi. Erst da begann sich Li Ye genauer mit wissenschaftlichen Fragen zu beschäftigen. Nach 1251 lebte Li als Gelehrter in der Nähe des Berges Feng-lung in der Provinz Hopeh. 1257 ließ ihn Kublai Khan aufspüren und trat mit ihm in einen Meinungsaustausch über Prinzipien der Staatsführung, der Ausbildung von Staatsbeamten und die Ursachen von Erdbeben.  Li lebte mehrere Jahre in mongolischer Herrschaft und verbrachte seine Zeit mit Studien und dem Unterricht von Schülern. Als Kublai 1260 Großkhan wurde, wollte dieser Li Ye zu einer hohen Dienststellung bewegen. Li lehnte mit Rücksicht auf sein Alter und seine Krankheit ab. 1265 wurde Li jedoch von Kublai gezwungen, einen Lehrstuhl an der Hanlin-Akademie zu besetzen, um sich mit der Geschichte der Königreiche Liao und Jurchen zu befassen. Nach wenigen Monaten kehrte Li wieder in die Nähe von Feng-lung zurück und verbrachte seine letzten Lebensjahre damit, Schüler zu unterrichten.

## Mathematisches Wirken

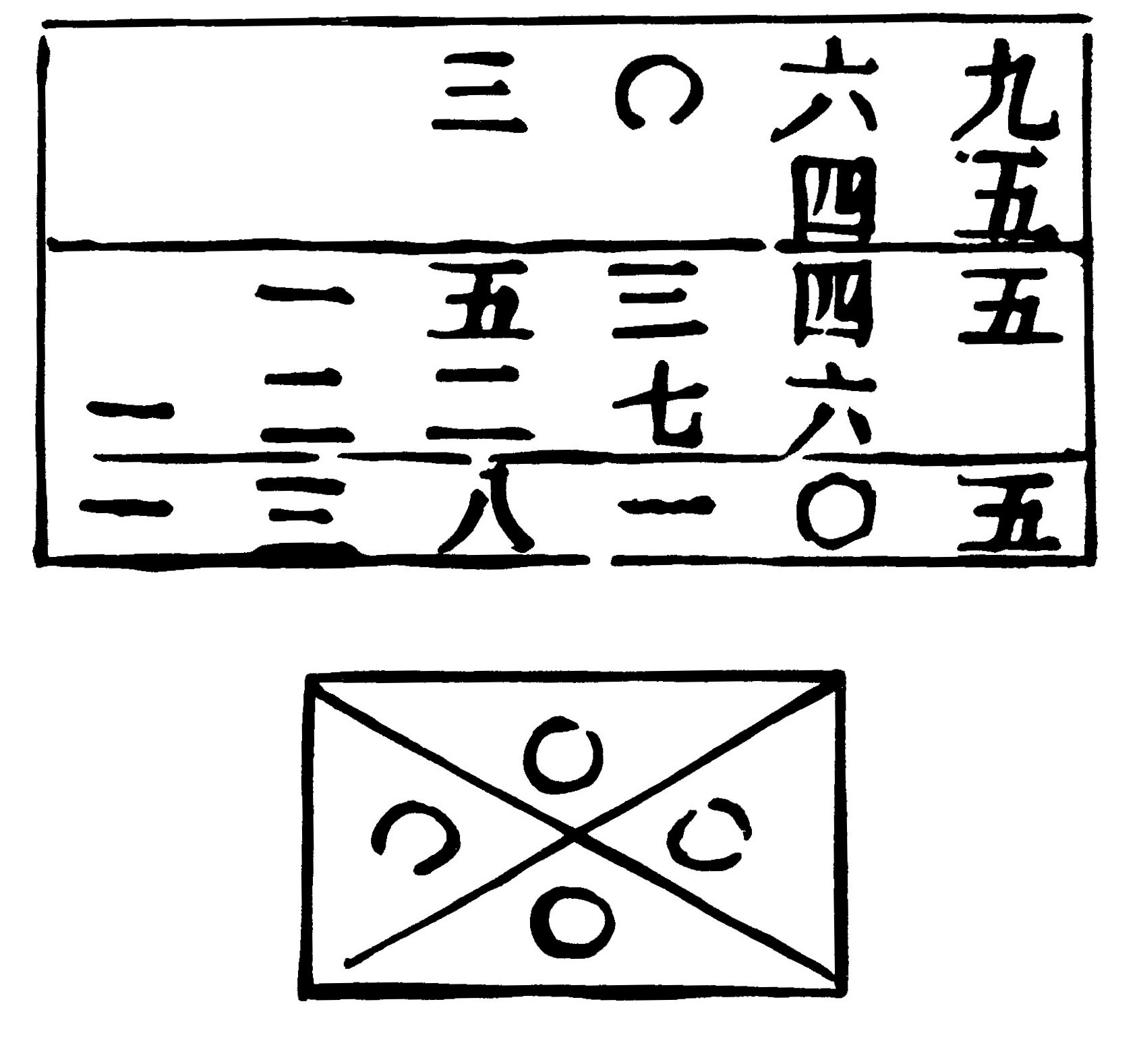
Darstellung der Gleichung 2x³+15x²+166x-4460=0

Von Li sind zwei mathematische Schriften überliefert, die von größter Bedeutung für die Einschätzung der chinesischen Mathematik dieser Zeit sind. Im Jahr 1248 sind der Meeresspiegel der Kreisberechnung (Ce yuan hai jing) und 1259 Neue Schritte der Berechnung (Yi gu yan duan) verfasst worden. Eine vollständige Übersetzung dieser Werke in eine europäische Sprache liegt nicht vor, so dass man sich bei der Bewertung auf die Kommentare beschränken muss. Der Meeresspiegel der Kreisberechnung enthält Aufgaben über Kreise, die beispielsweise Dreiecken einbeschrieben sind. Die Neue Schritte der Berechnung bemüht sich hauptsächlich, geometrische Problem und andere Aufgaben auf algebraische Gleichungen zurückzuführen. Dabei wurden zur Lösung der Gleichungen originelle Methoden verwendet, die in Europa erst viel später entdeckt wurden.
Das chinesische Zahlensystem war von Beginn an ein dezimales Positionssystem; Gleichungen können daher verhältnismäßig einfach geschrieben werden. Bei Li Ye kommt beispielsweise die Gleichung
{\displaystyle 2x^{3}+15x^{2}+166x-4460=0}
vor. Das Durchstreichen der letzten Ziffer bedeutet, dass die Zahl negativ zu nehmen ist. Diese Darstellungsform verwendete fast nur Li Ye. Andere Verfasser verwendeten für positive Zahlen schwarze, für negative rote Tusche. Die Koeffizienten werden in dieser Darstellungsform tabellarisch geordnet. Die Gleichung wird zu Beginn auf die Normalform gebracht. Damit ist auch die Einführung und Erkenntnis der negativen Zahlen verbunden.
Anhand des Grades der Gleichungen lässt sich erkennen, das sich Li Ye nicht nur auf triviale Aufgaben beschränkte. Die Methode zum Lösen von Gleichungen heißt bei Li Ye Methode des Himmelelements (tian-yuan shu), wobei tian-yuan die Variable des Elements und shu Methode bedeutet. Dieses Verfahren ist weitgehend identisch mit dem Horner-Schema. Allerdings musste Li Ye bei seiner Methode die Ziffern der Wurzel durch schrittweises Probieren ermitteln und zur vorgegebenen Gleichung durch lineare Substitution verschiedene Hilfsgleichungen finden.
Die Methode, die Li Ye in seinen Abhandlungen hauptsächlich erläuterte, ist eine hervorragende Errungenschaft der chinesischen Mathematik. Seine Methode trat außerhalb Chinas bei al-Kaschi im 15. Jahrhundert, 1600 bei François Viète und 1804 bei Paolo Ruffini auf.